# Ruzzante
Angelo Beolco, dit Ruzzante ou Ruzante (né vers 1496 et mort le 17 mars 1542 à Padoue), est un écrivain, dramaturge et acteur italien du XVIe siècle.
Il est connu par ses comédies rurales dans la langue vénitienne de Padoue, mettant en scène un paysan appelé Ruzzante. Ces pièces dépeignent la vie dans la région de Padoue au XVIe siècle et en donnent une image vivante.
En 1997, Dario Fo, dans le discours qu’il prononça lorsque lui fut attribué le prix Nobel de littérature, parla de Ruzzante — son  « plus grand maître avec Molière » — comme du plus grand auteur de théâtre de la Renaissance avant l'avènement de Shakespeare : 

« Un extraordinaire homme de théâtre de ma terre, peu connu... même en Italie. Mais qui est sans aucun doute le plus grand auteur de théâtre que l’Europe ait connu pendant la Renaissance avant l’arrivée de Shakespeare. Je parle de Ruzzante Beolco, mon plus grand maître avec Molière : tous deux acteurs-auteurs, tous deux raillés par les plus grands hommes de lettres de leur temps. Méprisés surtout parce qu'ils mettaient en scène le quotidien, la joie et le désespoir des gens du commun, l'hypocrisie et l'arrogance des puissants, la constante injustice »

— Discours de Dario Fo
.

## Biographie
De nombreux doutes subsistent quant à la date de naissance d’Angelo Beolco. Il n’a pas encore été possible de produire un document dans lequel celle-ci soit indiquée avec certitude. Les recherches menées au cours des trente dernières années, notamment par deux spécialistes vénitiens du dramaturge vénitien — Menegazzo et Sambin — ont permis cependant de déterminer progressivement cette date qui devrait se situer aux environs de 1496. Beolco apparaît en effet comme témoin dans des actes notariés postérieurs d'une vingtaine d'années : pour cela, il fallait, selon la loi, qu’il ait déjà atteint l’âge de la majorité légale fixée à cette époque à vingt-cinq ans. L'acte notarié attestant de la délégation par son père de la curatelle des affaires familiales daté de 1521 permet ainsi de faire remonter la naissance en 1496.
Le lieu de sa naissance est également inconnu. On lit cependant dans la Prima Orazione : « de quigi, saìu, che se ciama dotore, perché, se gi è igi do-tore, a' ghe son mi tre de le tore » (à propos de ceux-ci qu'on appelle docteurs, sachez, que s'ils ont, eux, deux tours (do-tore), j'en ai moi, trois, des tours) ; la référence possible aux trois tours du blason de Pernumia permettrait de donner cette ville comme lieu de naissance.
Fils naturel du médecin Giovan Francesco Beolco, professeur à la faculté de médecine de l’université de Padoue et d’une servante prénommée Maria, Angelo Beolco est élevé au foyer de son père et y reçoit une bonne éducation.
Il a une longue et profitable collaboration avec son ami et mécène Alvise Cornaro, riche propriétaire terrien et amateur de littérature, appartenant à une branche de la famille privée de titre nobiliaire. Auteur de nombreux traités d’architecture et d’agronomie, Cornaro est une importante personnalité intellectuelle de l’époque pour le caractère « laïc » de son œuvre. Dans le but de présenter à la cour de ses cousins, les cardinaux Marco et Franco, la réalité du monde paysan, il demande à Ruzante d’écrire les deux suppliques (orazioni). Une fois la fonction d'administrateur de l'évêché de Padoue obtenue, il renvoie son ami à un rôle de régisseur pour à nouveau le faire rentrer en grâce lorsque la charge lui est retirée.
Beolco meurt à Padoue dans la demeure de Cornaro le 17 mars 1542. Dans l'un de ses écrits, Alvise Cornaro attribue la mort de Ruzzante au « désordre » et à la « dissipation », accréditant ainsi l'image d'un auteur de comédies à la vie déréglée, qui ne coïncide probablement pas avec la réalité. D'après le ton de cette déclaration, on comprend que Cornaro ambitionne plus de faire son propre éloge que de s'apitoyer sur son ami défunt et qu'il cherche à complaire à son autre ami Sperone Speroni (le texte est contenu dans une lettre qui lui est destinée) qui occupait un poste en vue dans la Padoue de l'époque. Cornaro, par ailleurs adepte d'une vie sobre disposa pour lui d'être enseveli « avec Ruzzante et messer Falconetto » comme pour souligner les liens existant entre les deux.
Une plaque funéraire commémorative est placée dans la petite église de San Daniele de Padoue située en face de la résidence padovane de l'auteur.

## Chronologie de l’œuvre
Pour la chronologie de l’œuvre d’Angelo Beolco, on se trouve en présence de différentes datations, une basée sur des critères philologiques, dont le principal partisan fut Ludovico Zorzi (1928-1983), maître d’œuvre de l’unique édition des œuvres complètes d’Angelo Beolco, publiée à Turin en 1967, chez Einaudi, et une s’appuyant sur la progression sémantique représentée, par exemple, par Giovanni Calendoli.
On peut la présenter ainsi :
| Dates         | Œuvres                                  | Notes |  |
| ------------- | --------------------------------------- | --- |  |
| 1517-1520     | La Pastoral                             | Le manuscrit de cette œuvre a été conservé et porte la date de 1518.                                      |  |
| 1521          | Prima orazione                          | Datation certaine. Elle fut récitée le jour de l’Assomption.                                              |  |
| 1522-1524     | Lettera giocosa                         | Peut-être récitée le 4 février.                                                                           |  |
| 1524-1525     | La Betìa                                | Conservé d’après deux manuscrits. Quelques études la situent entre La Pastoral et la Prima orazione.      |  |
| 1528          | Seconda orazione                        | . |  |
| 1529          | Dialogo facetissimo                     | . |  |
| 1529 (?)      | Primo Dialogo de Ruzante                | . |  |
| 1529 (?)      | Moscheta                                | D'après les manuscrits conservés, trois rédactions successives de cette œuvre existent (1530-31 et 1531). |  |
| 1530 (?)      | Second Dialogue de Ruzzante (ou Bilora) | . |  |
| 1531-1532 (?) | Fiorina                                 | . |  |
| 1532 (?)      | Piovana                                 | . |  |
| 1533 (?)      | Vacaria                                 | . |  |
| 1536          | Lettera all’Alvarotto                   | Il semblerait en réalité que ce soit 1537.                                                                |  |

Il resterait à dater l'Anconitana, que Zorzi situe entre 1522 et 1526, tandis que Calendoli propose la date de 1528.

## Critique de l’œuvre
Dans le discours pour la réception du prix Nobel précité, Dario Fo insiste sur la qualité du théâtre de Ruzzante, « le vrai père de la commedia dell'Arte, qui inventa un langage original, un langage de et pour le théâtre, basé sur une variété de langues : les dialectes de la vallée du Pô, des expressions en latin, en espagnol, même en allemand, le tout mélangé avec des onomatopées de sa propre invention ».
L'image de Ruzzante dans la critique varie avec le temps. Qualifié d'« auteur instinctif » par Emilio Lovarini, l'un des premiers spécialistes de Beolco, il est aujourd'hui unanimement considéré comme un auteur « cultivé ». On retrouve des traces de cette culture à l'intérieur même de ses œuvres, au travers des citations ou des références à la culture classique ou en écho à la culture luthérienne d'au-delà des Alpes. Au cours des siècles, son succès connaît des hauts et des bas. Dans les premières décennies qui suivent sa mort et quasiment jusqu'à la fin du siècle, il est extrêmement copié, même si la nature des citations laisse à penser qu'elles dérivent plutôt de la tradition orale que de la lecture de ses travaux, d'autant que leur publication est entièrement posthume.
Auteur d'œuvres théâtrales, il prend pour lui-même le pseudonyme de Ruzzante, du nom d'un personnage de ses comédies, un paysan vénitien dont le caractère évolue d'œuvre en œuvre. Les variantes du personnage correspondent aux différentes perspectives d'analyse par l'auteur, dans une recherche progressive jamais viciée de populisme et qui, à la lumière de la globalité de l'œuvre, conduit à un portrait « a tutto tondo » (« à ronde-bosse ») de la réalité du monde paysan padouan. Le nom de Ruzzante était en outre répandu (il l'est encore aujourd'hui) à Pernumia et dans ses alentours, l'aire géographique que Beolco fréquentait. Il interprétait lui-même le rôle de Ruzzante dans ses comédies qu'il mettait également en scène. Le Secondo Parlamento de Ruzzante - Bilora dans lequel il tient de rôle du zio Pitaro constitue l'unique exception.
Il est un grand expérimentateur, mettant à profit son expérience directe d'acteur et de metteur en scène. Sa fréquentation des différents genres n'est jamais arbitraire. Trouvant un argument, il choisit parmi les structures traditionnelles la plus appropriée pour le représenter et la pénétrant, il la modifie de l'intérieur. Il réussit ainsi à rénover le mariazzo, l'églogue, la comédie pastorale etc. D'une curiosité insatiable, il ne manque jamais une occasion de polémiquer contre ses plus illustres contemporains, en particulier Bembo, amplement ridiculisé dans sa Betìa.
Les spécialistes ont repéré, autour de 1530, un certain changement dans l'attitude de Beolco : le monde des pauvres, des exploités, des paysans, est présenté avec l'amertume de celui qui connaît la vie misérable et marquée par les injustices des classes subalternes.
Les diverses fortunes critiques de Ruzzante sont liées à deux facteurs. Le premier est constitué par la difficulté linguistique. Le padouan de son époque a en effet disparu depuis plus de deux siècles et est devenu inintelligible y compris pour ses compatriotes. Les adaptations en italien perdent l'élan linguistique, le sens profond du jeu lié aux références à la structure sémiotique. Les adaptations dans d'autres parlers sont en fait beaucoup plus efficaces. Parmi celles-ci méritent d'être mentionnées celle de 1921 par la Compagnia dello Stabile Lucano et celle de la Te.A.R. par Alberto Ticconi qui fut représentée en 1995 au Convegno Mondiale di Studi Ruzzantiani à Padoue dans la langue vernaculaire du  sud pontino (zone historico-géographique de la province de Latina). Le second facteur a de profondes racines historiques. L'avènement de la bourgeoisie a engendré la maladie incurable de la culture italienne : le désengagement. Trois ans après la mort de Beolco fut stipulé le premier contrat de la Comédie. Il s'agissait d'un pacte entre acteurs, et la Commedia dell'arte fut essentiellement cela : un accord entre professionnels dans l'optique du divertissement pur. S'affirmant au détriment des classes subalternes, la bourgeoisie n'aimait pas l'inquiétant vérisme ruzzantien ; les paysans, après cette fugace apparition sur le devant de la scène, devaient retomber dans l'oubli. De ce fait, depuis le XVIIe siècle, l'œuvre de Beolco finit aux oubliettes pour ne retrouver qu'au début du XXe siècle les honneurs de la scène. Les œuvres de Beolco sont de nouveau représentées à la Loggia Cornaro, scène Renaissance par excellence.

## Littérature
Angelo Beolco, dit Ruzzante est un des personnages importants du roman historique L'Homme au gant, d'Heliane Bernard et Christian Alexandre Faure, volume 2 de la saga historique Les Dents noires mettant en scène l'aventure de l'imprimerie et du livre entre Lyon et Venise à l'aube du XVIe siècle.

## Autour de Ruzzante
À l'adresse Riviera Tito Livio 45, en plein centre de Padoue, à proximité de la préfecture et de la questure, à quelques centaines de mètres de la basilique Saint-Antoine de Padoue, se trouve un cinéma-théâtre — d'une capacité de 200 places — consacré au Ruzzante, récemment (fin 2005) rénové par l'université de Padoue, qui est utilisé, en complément des cours universitaires, pour des projections cinématographiques, des séminaires, des concerts et des spectacles de théâtre.